# Magnetno zatvorena fuzija
Magnetno zatvorena fuzija (MCF) je pristup za generisanje termonuklearne fuzione snage koja koristi magnetna polja za ograničavanje fuzionog goriva u obliku plazme. Magnetno zatvaranje je jedna od dve glavne grane istraživanja kontrolisane fuzije, zajedno sa inercijskom zatvorenom fuzijom.
Reakcije fuzije za reaktore obično kombinuju laka atomska jezgra deuterijuma i tricijuma da bi se formirala alfa čestica (jezgro helijuma-4) i neutron, gde se energija oslobađa u obliku kinetičke energije proizvoda reakcije. Da bi se prevazišlo elektrostatičko odbijanje između jezgara, gorivo mora imati temperaturu od stotine miliona stepeni, na kojoj se gorivo u potpunosti jonizuje i postaje plazma. Pored toga, plazma mora biti dovoljne gustine, a energija mora ostati u reakcionom regionu dovoljno vremena, kao što je navedeno Losonovim kriterijumom (trostruki proizvod). Visoka temperatura fuzione plazme onemogućava upotrebu materijalnih sudova za direktno zadržavanje. Fuzija magnetnog zatvaranja pokušava da iskoristi fiziku kretanja naelektrisanih čestica da zadrži čestice plazme primenom jakih magnetnih polja.
Tokamaki i stelaratori su dva vodeća kandidata za MCF uređaje u današnje vreme. Istraživanje korišćenja različitih magnetnih konfiguracija za ograničavanje fuzione plazme počelo je 1950-ih. Rane jednostavne reflektivne i toroidne mašine pokazale su razočaravajuće rezultate niske zatvorenosti. Nakon deklasifikacije istraživanja fuzije od strane Sjedinjenih Država, Ujedinjenog Kraljevstva i Sovjetskog Saveza 1958. godine, Institut Kurčatov je 1968. izvestio o prodoru na toroidnim uređajima, gde je njegov tokamak pokazao temperaturu od 1 kilo-elektronvolta (oko 11,6 miliona stepeni Kelvina) i nekoliko milisekundi vremena zatvaranja, a to je potvrđeno od strane gostujućeg tima iz laboratorije Kalam koristeći Tomsonovu tehniku rasejanja. Od tada, tokamaci su postali dominantna linija istraživanja na globalnom nivou sa velikim tokamacima kao što su JET, TFTR i JT-60 koji su konstruisani i korišćeni. Eksperiment ITER tokamak u izgradnji, koji ima za cilj da demonstrira naučnu prelomnu tačku, biće najveći MCF uređaj na svetu. Dok su rani stelaratori sa niskim ograničenjem tokom 1950-ih bili zasenčeni početnim uspehom tokamaka, ponovo su se pojavila interesovanja za stelaratore pripisujući im inherentnu sposobnost za stabilno stanje i rad bez smetnji, za razliku od tokamaka. Najveći svetski eksperiment sa stelaratorom, Vendelstajn 7-X, počeo je sa radom 2015. godine.
Trenutni rekord snage fuzije koju generišu MCF uređaji drži JET. Godine 1997, JET je postavio rekord od 16 megavata prelazne snage fuzije sa faktorom pojačanja od Q = 0,62 i 4 megavata stabilne snage fuzije sa Q = 0,18 za 4 sekunde. U 2021, JET je održao Q = 0,33 tokom 5 sekundi i proizveo 59 megadžula energije, nadmašivši rekordnih 21,7 megadžula objavljenih 1997. za oko 4 sekunde.

## Spoljašnje veze
- EFDA-JET web site
- Culham Centre for Fusion Energy, CCFE Архивирано 2020-10-28 на сајту
- IAEA's information about JET
- Physics of magnetically confined plasmas
- General Atomics Архивирано 2009-10-04 на сајту
- Fusion Wiki (specialist information)